# عشق و اشک‌ها
عشق و اشک‌ها (عربی: حب و دموع) فیلمی در ژانر رمانتیک به کارگردانی کمال ال شیخ است که در سال ۱۹۵۵ منتشر شد. از بازیگران آن می‌توان به احمد رمزی اشاره کرد.